# Família Manson

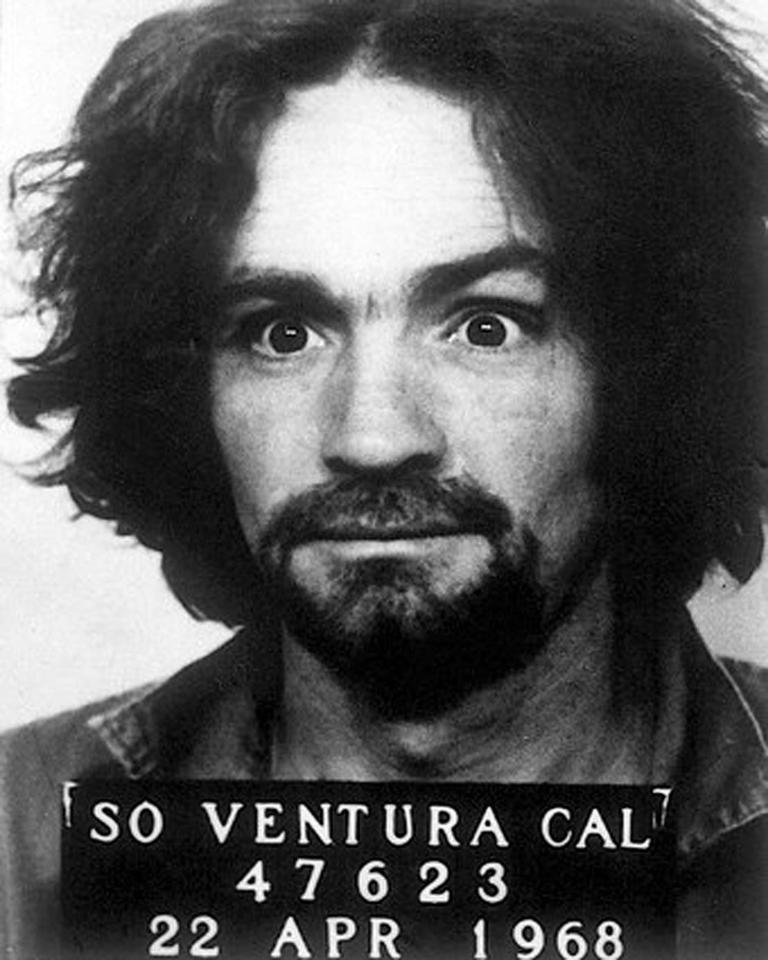
Charles Manson, mentor e líder da Família Manson

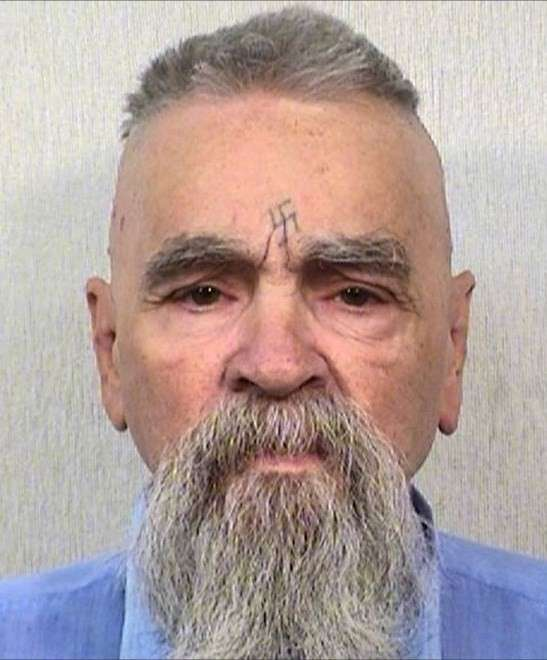
Charles Manson em 8 de outubro de 2014

Família Manson foi o grupo formado por Charles Manson e seus seguidores na Califórnia dos anos 1960. Composto de jovens vindos de diversas partes dos Estados Unidos para este estado e vivendo em comunidade em diversas partes da área de Los Angeles até estabelecerem-se numa propriedade conhecida como Spahn Ranch, dedicava-se principalmente a pequenos golpes, consumo de drogas, sexo livre e à idolatria de seu líder.
Em agosto de 1969, integrantes do grupo, seguindo ordens de Manson, cometeram uma série de assassinatos em Los Angeles, o mais famoso deles foi o Caso Tate-LaBianca envolvendo a atriz Sharon Tate, que os transformou em figuras mundiais. Mesmo após a prisão de seu líder e dos assassinos que o seguiram, o grupo continuou a ser notícia por roubos e atentados cometidos, até os anos 1970.

## Membros
- Charles Manson - líder, mentor intelectual e espiritual, condenado à morte em 1971 pelos assassinatos Tate-LaBianca. Sua pena foi convertida em prisão perpétua, assim como as dos demais assassinos. Cumpriu a pena em prisão especial na Califórnia[2] até 19 de novembro de 2017, quando morreu.[3]
- Charles “Tex” Watson - um dos principais seguidores e matadores de Manson, foi o principal assassino das duas chacinas do Caso Tate-LaBianca. Cumpre pena de prisão perpétua no norte da Califórnia, desde 1971.[4]
- Susan Atkins - Uma das assassinas de Sharon Tate, cumpria pena de prisão perpétua pelos crimes até morrer de câncer no cérebro, em 24 de setembro de 2009.[5]
- Patricia Krenwinkel - cumpre pena de prisão perpétua pelos assassinatos no Caso Tate-LaBianca.[6]
- Linda Kasabian - participou como testemunha dos dois massacres e depois depôs contra os companheiros no julgamento, recebendo imunidade.  Voltou depois do julgamento para New Hampshire onde tentou por anos desaparecer dos holofotes da mídia para criar o filho pequeno. Nos anos seguintes teve alguns problemas com a polícia e reapareceu em 2009 dando uma entrevista ao programa Larry King Live, na CNN, que marcava os 40 anos dos assassinatos, com sua imagem obscurecida para proteger sua aparência atual.[7] Faleceu em 21 de janeiro de 2023.[8]
- Leslie Van Houten- condenada a prisão perpétua por participação nos assassinatos do casal Leno e Rosemary LaBianca, cumpre pena desde 1971.[9] Em 11 de julho de 2023, depois de 53 anos, foi libertada após conseguir a liberdade condicional.[10]
- Bobby Beausoleil - cumpre pena de prisão perpétua pela morte de Gary Hinman, ocorrida poucos dias antes da chacina na casa de Sharon Tate.[11]
- Lynette 'Squeaky' Fromme - Condenada à prisão perpétua pela tentativa de assassinato do presidente Gerald Ford em 1975, foi colocada em liberdade condicional em 2009, após 34 anos de cadeia, por bom comportamento.[12] Passará o resto da vida em liberdade condicional, sendo monitorada por funcionários da Corte de Justiça dos Estados Unidos.[13]
- Sandra Good - Presa em 1975 por enviar cartas com ameaças de morte a executivos de empresas pelo correio, foi condenada a 10 anos de prisão. Libertada em 1985, no meio dos anos 1990 criou um site na Internet de apoio a Manson e continua a defender a inocência do antigo líder nele.[14]
- Steve Grogan - condenado a prisão perpétua pela morte de Donald "Shorty" Shea em 1969, um trabalhador do rancho onde a 'Família" vivia. Depois de preso, Grogan ajudou a polícia a encontrar o corpo de "Shorty" e se tornou um prisioneiro modelo. Recebeu liberdade condicional em 1986, sendo o primeiro integrante da seita de Manson condenado a prisão perpétua por assassinato a ter conseguido isso[15] (Leslie Van Houten, a segunda, só foi conseguir 37 anos depois, em 2023).
- Catherine 'Gipsy' Share - A mais velha das mulheres da 'família' - 26 anos na época dos crimes - foi presa em 1971 ao assaltar uma loja de armas na Califórnia com outros integrantes do bando, com a intenção a sequestrar um Boeing-747 para exigir a libertação de Charles Manson e demais assassinos prisioneiros, em troca da vida dos passageiros. Passou cinco anos presa. Hoje vive uma vida comum e escreveu um livro sobre seu passado.[16]
- Mary Brunner - a primeira das seguidoras de Manson e mãe de um filho seu, Valentine Michael,[17] foi presa junto com "Gipsy' no assalto à loja de armas na Califórnia. Passou cinco anos presa e após ser libertada reconquistou a custódia sobre o filho e se afastou completamente de qualquer ligação com o ex-amante e líder, mudando seu nome e desaparecendo no anonimato. Vive hoje em algum lugar do Meio-Oeste dos Estados Unidos.[18]
- Bruce Davis - condenado a prisão perpétua pela participação nos assassinatos de Donald 'Shorty' Shea e Gary Hinman, cumpre pena na prisão em San Luis Obispo, Califórnia. Em  2012, ele teve direito a liberdade condicional concedida pela banca examinadora de sua apelação judicial, mas o benefício foi negado pelo governador da Califórnia Jerry Brown e continua preso.[19]

Outros integrantes menos conhecidos e não envolvidos em assassinatos e atentados do grupo:
- Danny DeCarlo - ex-integrante da Guarda Costeira dos Estados Unidos, ex-presidiário preso por contrabando de maconha na fronteira México/EUA e integrante de um gang de motociclistas, foi preso  numa batida policial no Vale da Morte por roubo de automóveis com outros integrantes da Família. Preso, testemunhou contra os assassinos de Tate no julgamento e posteriormente fugiu para o Canadá.[20]
- Susan Bartell - juntou-se à Família apenas dias depois dos assassinatos Tate-LaBianca e acompanhou com o grupo os julgamentos. Sem maiores envolvimentos em crimes de morte, apenas roubo, deixou a Família no meio dos 70 e desapareceu no anonimato.[21]
- Catherine Gillies - membro desde 1968, foi no rancho de sua avó que os seguidores de Manson viveram por vários meses. Testemunhou nos julgamentos a favor de Manson e Bobby Beausoleil tentando inocentá-los e disse que queria ter participado dos crimes. Com o fim da Família juntou-se a uma gang de motociclistas e hoje vive perto do Vale da Morte onde criou quatro filhos.[22]
- John Haught - natural de Ohio, usava os apelidos de Christopher Jesus e Zero. Oficialmente teria se suicidado em novembro de 1969 enquanto praticava roleta russa, por depoimentos de seguidores de Manson no lugar onde foi encontrado, apesar da polícia não ter achado impressões digitais no revólver e a arma estar com toda munição. Posteriormente a polícia recebeu uma denúncia anônima de que ele não se matou, mas teria sido assassinado por uma das mulheres do grupo, mas o denunciante nunca foi encontrado.[23]
- Barbara Hoyt - com apenas 17 anos na época do crimes Tate-LaBianca, testemunhou o assassinato de Donald "Shorty" Shea por Manson, Steve Grogan e Bruce Davis. Dias depois ouviu Susan Atkins contar que havia matado Sharon Tate e fugiu da Família com outra jovem. Amedrontada de depor nos julgamentos de 1970, foi levada por outra seguidora, Ruth Ann Moorehouse, para uma viagem ao Havaí, onde sofreu uma tentativa de assassinato ao comer um hamburguer encharcado com altas doses de LSD. Recuperada depois de atendimento de emergência num hospital, se transformou numa das mais duras testemunhas de acusação contra Manson.[24]
- Dianne Lake - Apelidada de Snake (Cobra) por Manson, juntou-se à Família com apenas 14 anos e viajou com ela em 1968 pela Califórnia. Manson a agredia constantemente na frente dos outros seguidores. Presa na batida policial no rancho do grupo após os assassinatos, ficou em silêncio nos interrogatórios da polícia mesmo sendo ameaçada com a câmara de gás. Internada no início de 1970 com sinais de esquizofrenia pelo trauma psicológico sofrido, rompeu o silêncio quando foi abrigada por um policial e sua esposa, testemunhando no Ministério Público e enchendo a acusação de evidências contra Manson e os demais assassinos. Hoje é casada e tem três filhos.[25]
- Kathryn Lutesinger - Conhecida como "Kitty", namorada de Bobby Beausoleil e grávida de um filho dele, fugiu do bando em 30 de julho de 1969 (entre os assassinatos de Gary Hinman - cometido por seu namorado - e os Tate-Labianca, dias depois) e apresentou-se à polícia denunciando Manson como um homem perigoso e voltou para a casa dos pais. Com problemas em casa, voltou ao rancho dias depois e foi presa na batida policial por roubo de automóveis. Denunciou a participação de Atkins na morte de Sharon Tate e durante os julgamentos ficou indo e vindo entre a Família. Teve o filho de Beausoleil em 1970, casou-se com outro homem em 1973 e desapareceu.[26]
- Ruth Ann Moorehouse - conheceu Manson em 1967 quando seu pai deu uma carona a ele, 'Squicky" Frommer e Mary Brunner numa estrada da Califórnia. Juntou-se à Família e com ela praticou pequenos golpes. No outono de 1970, enquanto os assassinos eram julgados, tentou envenenar uma companheira no Havaí, Barbara Hoyt, para impedi-la de testemunhar no caso, colocando altas de LSD em um hambúrguer. Foi presa em dezembro de 1970 e, após libertada, sumiu para o estado de Nevada, onde vivia a irmã. Com a ajuda de sua família, mudou de vida e hoje vive em algum lugar do meio-oeste com o marido e três filhos.[27]
- Nancy Pitman - filha de um engenheiro aeronáutico, cresceu na classe média alta de Malibu e foi apresentada a Manson pela filha da atriz Angela Lansbury, Deidre, sua amiga, que às vezes circulava com o grupo. Expulsa da casa dos pais, foi aceita e começou a viver com Família. Em agosto de 1969 acompanhou todas as instruções de Manson aos assassinos de Sharon Tate e seus amigos e é suspeita de ter ido com Manson à casa de Tate após os crimes ver a cena do crime. Depois do fim dos julgamentos e condenação dos acusados, viveu um tempo com Sandra Good e "Squeaky" Fromme até se apaixonar por um ex-presidiário, Michael "Red Eye" Monfort, passando a viver em grupo com ele e outros casais. Testemunhou dois assassinatos cometidos por este grupo e foi presa por cumplicidade. Casaram-se na cadeia e permaneceram juntos até 1990. Hoje, desligada do passado, casou de novo e vive na costa do Pacífico com quatro filhos.
- Brooks Poston - um texano que conheceu Manson na casa de Brian Wilson, dos Beach Boys, em Sunset Boulevard. Numa viagem de LSD, começou a acreditar que Manson era Jesus Cristo. Deu a ele um cartão de crédito da mãe e se juntou à Família. Ficou conhecido por entrar em transe ao comando de Manson, ficando catatônico algumas vezes. Temendo por sua vida após viver algum tempo com o grupo, deixou a Família e denunciou o líder à polícia. Foi uma das testemunhas de acusação durante os julgamentos Tate-LaBianca. Mais tarde fundou uma banda de rock, Desert Sun, que se apresentava pela Califórnia, com outro ex-membro da gang, Paul Watkins.[28]
- Paul Watkins - juntou-se à Manson em 1968 e, segundo ele mesmo, era o "segundo em comando' na Família. Foi o principal recrutador de meninas para o grupo. Depois de algum tempo, foi alertado pelo amigo Poston sobre os crimes, de que não participou nem acreditava, e ele e o amigo denunciaram Manson à polícia. Foi uma das principais testemunhas de acusação nos julgamentos e quase perdeu a vida num atentado em que sua van foi incendiada por membros da seita, para impedi-lo de testemunhar. Nos anos seguintes, montou uma banda com o amigo Poston e morreu de leucemia no verão de 1990.[29]
- Kenneth Como - Apelidado de "Jesse James' e casado com "Gipsy" Share entre 1977 e 1981, participou do assalto à loja de armas em 1971, depois de escapar de uma prisão anterior e foi novamente preso. Trazido para Los Angeles para testemunhar no julgamento de Manson fugiu com a ajuda de algumas mulheres do bando e foi capturado dias depois. Em 1973 foi condenado à prisão perpétua. Algumas versões dizem que ele foi responsável por um racha na Família após a prisão de Manson, com alguns continuando fiéis ao líder e outros passando a segui-lo. Há uma história inclusive de uma briga entre os dois na cadeia, em 1975. Libertado em razão de saúde precária em 2003, morreu no ano seguinte.[30]

Outros membros do grupo, de participação menos ativa e sobre os quais não se tem mais informações foram Stephanie Schram, Juan Flynn, Juanita Wildebush, Madaline Joan Cottage, Charles Lovett, Sherry Ann Cooper, Bill Vance, Maria Alonzo, Ella Jo Bailey, Robert Lane, Dennis Rice, Suzanne Scott, Thomas Walleman e Lawrence Bailey.
A assim chamada 'Família Manson' existiu por cerca de três anos, de 1967, quando Charles Manson - saído da prisão - Mary Brunner e Lynette Frommer começaram a viajar juntos pela costa oeste dos EUA, até a metade de 1970, quando, com quase todos seus membros já presos ou desaparecidos, as duas mais proeminentes integrantes ainda em liberdade, Sandra Good e Fromme, foram presas, a primeira por ameaças de morte e chantagens via postal e a segunda por tentar assassinar o presidente dos Estados Unidos Gerald Ford, em Sacramento, em 5 de setembro de 1975.